# Randy Spears
Randy Spears (Kankakee, Illinois, 18 de juny de 1961), és un actor i director pornogràfic estatunidenc que ha participat a més de 1.000 pel·lícules des que va debutar l'any 1988.

## Biografia
Randy Spears es va introduir en la indústria l'any 1987 després de conèixer a Ona Zee, i poc després es va casar amb l'actriu Danielle Rogers, que també treballava en la indústria pornogràfica. Randy i Danielle es van divorciar l'any 2000. Spears es va casar amb l'actriu i model de Playboy Demi Delia l'any 2006.
Spears va rodar la seva primera pel·lícula, interpretant el paper del detectiu Hank Smith en la pel·lícula The case of the sensuous sinners. L'any 1990, va guanyar el Premi al Millor Actor de l'AVN per la seva actuació a The Masseuse, amb Hyapatia Lee.
Spears també va interpretar al personatge del capità Jim Quirk a Sex Trek, que és una parodia sexual de la sèrie Star Trek. Aquell any va ingressar en el saló de la fama de l'AVN. La guardonada actriu Asia Carrera sovint comentava que li hagués agradat tenir a Spears com a prestador de serveis personals. Spears també va actuar amb l'actriu Vicky Vette. Encara que va debutar com a realitzador l'any 2001 amb la pel·lícula April in january, és a partir de l'any 2006, quan la seva carrera com a director comença a enlairar-se, i va canviant progressivament la seva faceta d'actor per la de director. Randy va signar un contracte amb la productora Wicked Pictures.

## Filmografia
- Hung Wankenstein (1993)
- What about Boob? (1994)
- Sex Trek: The Next Penetration (1995)
- The Plumber's Revenge 2 (1996)
- The Pink Hunther (1999)
- XXX Training (2001)
- Snatch Adams (2002)
- All Sex No Talk 2 (2005)
- Babes Behind Bars (2005)
- Cum Eating Teens 4 (2005)
- Dirty Little Devils 3 (2005)
- Dripping Wet Sex 12 (2005)
- Ethnic City (2005)
- Full Exposure (2005)
- Nasty Sluts Who Love It in Their Ass (2005)
- O Ring Blowout (2005)
- Pandora's Box (2005)
- Perfect Pink 20: Seduction (2005)
- Playful Exotic Bottoms (2005)
- Prisoner (2005)
- Young Natural Breasts 8 (2005)
- Young Pink 8 (2005)
- Young Ripe Mellons 7 (2005)
- Co-ed confidential:Shopomores (2007)

## Premis
- 2006 AVN Award per millor actor de repartiment - Eternity[1]
- 2006 AVN Award per millor escena de sexe en grup - Dark Side[1]
- 2006 Premis XRCO – per millor actor – Curse Eternal[2]
- 2007 AVN Award – per millor escena de sexe en grup - FUCK[1]
- 2007 AVN Award – millor actor - Manhunters[1]
- 2007 F.A.M.E. Award – actor masculí favorit[3]
- 2008 AVN Award – millor actor de repartiment - Flasher[4]
- 2008 Premis XRCO – per millor actor – Black Widow[2]

## Altres referències
- Randy Spears va ser esmentat en el còmic d'internet Least I Could Do.